# Zimowy Olimpijski Festiwal Młodzieży Europy 2003
VI Zimowy Olimpijski Festiwal Młodzieży Europy 2003 – szósta zimowa edycja olimpijskiego festiwalu młodzieży Europy, odbywająca się w dniach 25–31 stycznia 2003 r. w słoweńskiej miejscowości Bled. W zawodach wzięło udział 1242 uczestników z 41 państw.

## Konkurencje
- biathlon (wyniki)
- biegi narciarskie (wyniki)
- hokej na lodzie (wyniki)
- kombinacja norweska (wyniki)
- łyżwiarstwo figurowe (wyniki)
- narciarstwo alpejskie (wyniki)
- skoki narciarskie (wyniki)

## Wyniki

### Biathlon
| Konkurencja                          | Złoto                                                                  | Srebro                                                                                | Brąz                                                                   |
| ------------------------------------ | ---------------------------------------------------------------------- | ------------------------------------------------------------------------------------- | ---------------------------------------------------------------------- |
| sprint (6 km) dziewcząt              | Tereza Hlavsová                                                        | Petra Moravcová                                                                       | Lada Dusková                                                           |
| bieg indywidualny (7,5 km) dziewcząt | Lada Dusková                                                           | Tereza Hlavsová                                                                       | Kathrin Hitzer                                                         |
| sprint (7,5 km) chłopców             | Kiriłł Szczerbakow                                                     | Danił Asylgużin                                                                       | Emil Hegle Svendsen                                                    |
| bieg indywidualny (10 km) chłopców   | Kiriłł Szczerbakow                                                     | Emil Hegle Svendsen                                                                   | Peter Dokl                                                             |
| sztafeta mieszana                    | Niemcy Stephanie Müller · Kathrin Hitzer · Tobias Reiter · Norman Jahn | Rosja Anastasija Kuzniecowa · Darja Domraczewa · Kiriłł Szczerbakow · Danił Asylgużin | Czechy Lada Dusková · Tereza Hlavsová · Pavel Suchánek · Petr Hradecký |

### Biegi narciarskie
| Konkurencja                       | Złoto                                                                              | Srebro                                                                            | Brąz                                                              |
| --------------------------------- | ---------------------------------------------------------------------------------- | --------------------------------------------------------------------------------- | ----------------------------------------------------------------- |
| 5 km stylem klasycznym dziewcząt  | Jewgienija Bazarnowa                                                               | Betty Ann Bjerkreim Nilsen                                                        | Emilia Soudunsaari                                                |
| 7,5 stylem dowolnym dziewcząt     | Jewgienija Bazarnowa                                                               | Natalja Iljina                                                                    | Julija Tichonowa                                                  |
| 7,5 km stylem klasycznym chłopców | Even Sletten                                                                       | Ole Christian Mork                                                                | Marcus Kellner                                                    |
| 10 km stylem dowolnym chłopców    | Michaił Siemionow                                                                  | Roman Czekałkin                                                                   | Václav Kupilik                                                    |
| sztafeta mieszana                 | Norwegia Even Sletten · Betty Ann Bjerkreim Nilsen · K. Sonstegaard · Ronny Hafsås | Rosja Jewgienija Bazarnowa · Roman Czekałkin · Natalja Iljina · Michaił Siemionow | Włochy Silvia Rupil · Mirco Pezzo · Martina Confortola · D. Choda |

### Hokej na lodzie
| Złoto | Srebro     | Brąz      |
| ----- | ---------- | --------- |
| Rosja | Szwajcaria | Finlandia |

### Łyżwiarstwo figurowe
| Konkurencja   | Złoto                                   | Srebro                          | Brąz                                |
| ------------- | --------------------------------------- | ------------------------------- | ----------------------------------- |
| soliści       | Siergiej Dobrin                         | Yannick Ponsero                 | Radomir Soumar                      |
| solistki      | Katharina Häcker                        | Lina Johansson                  | Viktória Pavuk                      |
| pary sportowe | Arina Uszakowa i Aleksandr Popow        | Rebecca Handke i Daniel Wende   | Julija Biełohłazowa i Andrij Bech   |
| pary taneczne | Natalja Michajłowa i Arkadij Siergiejew | Christina Beier i William Beier | Alexandra Zaretsky i Roman Zaretsky |

### Narciarstwo alpejskie
| Konkurencja                 | Złoto                 | Srebro             | Brąz                  |
| --------------------------- | --------------------- | ------------------ | --------------------- |
| slalom dziewcząt            | Lene Løseth           | Martina Geisler    | Grete Eliassen        |
| slalom równoległy dziewcząt | Maria Pietilä-Holmner | Larissa Hoffer     | Emilie Edvinger       |
| slalom gigant dziewcząt     | Ana Jelušić           | Lene Løseth        | Maria Pietilä-Holmner |
| supergigant dziewcząt       | Corinne Anselmet      | Kathrin Zettel     | Simone Streng         |
| slalom chłopców             | Lars Mikkel Bjørge    | Kryštof Krýzl      | Mons Bjørge           |
| slalom równoległy chłopców  | Michael Sablatnik     | Sandro Viletta     | Kryštof Krýzl         |
| slalom gigant chłopców      | Mons Bjørge           | Lars Mikkel Bjørge | Peter Brenna          |
| supergigant chłopców        | Michael Zach          | Lars Mikkel Bjørge | Gianluca Olivero      |

### Kombinacja norweska
| Konkurencja          | Złoto                                             | Srebro                                                                | Brąz                                                                   |
| -------------------- | ------------------------------------------------- | --------------------------------------------------------------------- | ---------------------------------------------------------------------- |
| K-90/7,5 km          | Jason Lamy Chappuis                               | Mitja Oranič                                                          | Primož Zupan                                                           |
| Sztafeta K-90/3x5 km | Słowenia Rok Rozman · Primož Zupan · Mitja Oranič | Francja Benjamin Lizon au Cire · Jason Lamy Chappuis · François Braud | Norwegia Thomas Kjelbotn · Joakim Klaussen Aakvik · Rune Liberg Sannes |

### Skoki narciarskie
| Konkurencja    | Złoto                                              | Srebro                                                | Brąz                                                       |
| -------------- | -------------------------------------------------- | ----------------------------------------------------- | ---------------------------------------------------------- |
| K-90           | Jon Aaraas                                         | Zvonko Kordac                                         | Rok Benkovič                                               |
| K-90 drużynowo | Słowenia Rok Benkovič · Zvonko Kordac · Jaka Oblak | Norwegia Terje Hilde · Gjes Morten Roang · Jon Aaraas | Austria Nicolas Fettner · Gerald Wambacher · Roland Müller |

## Klasyfikacja medalowa
| L.p.  | Państwo    |    |    |    | Razem |
| ----- | ---------- | -- | -- | -- | ----- |
| 1.    | Rosja      | 9  | 5  | 1  | 15    |
| 2.    | Norwegia   | 6  | 7  | 5  | 18    |
| 3.    | Czechy     | 2  | 3  | 4  | 9     |
| 4.    | Słowenia   | 2  | 2  | 3  | 7     |
| 5.    | Austria    | 2  | 2  | 2  | 6     |
| 5.    | Niemcy     | 2  | 2  | 2  | 6     |
| 7.    | Francja    | 2  | 2  | 0  | 4     |
| 8.    | Szwecja    | 1  | 1  | 3  | 5     |
| 9.    | Chorwacja  | 1  | 0  | 0  | 1     |
| 10.   | Szwajcaria | 0  | 2  | 0  | 2     |
| 11.   | Włochy     | 0  | 1  | 2  | 3     |
| 12.   | Finlandia  | 0  | 0  | 2  | 2     |
| 14.   | Izrael     | 0  | 0  | 1  | 1     |
| 14.   | Ukraina    | 0  | 0  | 1  | 1     |
| 14.   | Węgry      | 0  | 0  | 1  | 1     |
| Total | Total      | 27 | 27 | 27 | 81    |